# Judi Dench
Dame Judith Olivia "Judi" Dench, CH, DBE, FRSA (sinh ngày 9 tháng 12 năm 1934) là một nữ diễn viên và tác giả người  Anh. 
Dench đã bắt đầu kịch nghệ chuyên nghiệp của mình vào năm 1957 với Old Vic Company. Trong vài năm sau bà biểu diễn trong một số vở kịch của Shakespeare với các vai diễn như Ophelia trong Hamlet, Juliet trong Romeo và Juliet và Lady Macbeth trong Macbeth. Mặc dù hầu hết các công việc của bà trong giai đoạn này là các vai sân khấu, bà cũng rẽ sang điện ảnh, và giành được một giải thưởng BAFTA với tư cách diễn viên mới triển vọng nhất. Bà đã được khen ngợi nhiều với vai chính trong vở nhạc kịch Cabaret vào năm 1968.
Trong hai thập kỷ sau đó, Dench đã khẳng định mình như là một trong những nghệ sĩ biểu diễn nặng ký nhất trên sân khấu Anh, làm việc cho National Theatre Company và Royal Shakespeare Company. Bà cũng đạt được thành công trong truyền hình trong giai đoạn này, trong loạt phim A Fine Romance từ năm 1981 đến năm 1984. Năm 1992 bà có một vai chính trong loạt phim truyền hình lãng mạn hài As Time Goes By. Bà tham gia đóng phim điện ảnh không thường xuyên và chủ yếu là vai phụ trong các bộ phim lớn như A Room with a View (1986) hỗ trợ Maggie Smith, trước khi nổi tiếng toàn cầu với vai M trong phim GoldenEye (1995), một vai diễn bà tiếp tục đóng trong các bộ phim James Bond cho đến phim Spectre (2015). Bà đã được đề cử giải Oscar đầu tiên cho nữ chính xuất sắc nhất cho vai diễn Victoria của Anh trong phim Mrs Brown (1997). Trong năm sau đó bà giành giải Oscar cho nữ diễn viên phụ xuất sắc nhất trong bộ phim Shakespeare in Love. Bà cũng đã được đề cử cho vai diễn trong các phim Chocolat (2000), Iris (2001), Mrs Henderson Presents (2005), Notes on a Scandal (2006), và Philomena (2013).

## Sân khấu
- Pericles (1968) Shakespeare Recording Society, Caedmon Records
- Cabaret (1968), Original London cast album CBS (1973)
- The Good Companions (1974), Original London cast recording (1974)
- A Midsummer Night's Dream (1995); from Felix Mendelssohn as Recitant. Conducted by Seiji Ozawa
- A Little Night Music (1995) by Stephen Sondheim, Royal National Theatre Cast
- Nine (2009) Original Motion Picture Soundtrack
- "Spaceship Earth (Epcot)" narrator of the current version of the attraction. (2008)